# Monomma brunnipes ruandense
Monomma brunnipes ruandense es una subespecie de coleóptero de la familia Monommatidae.

## Distribución geográfica
Habita en Ruanda.